# Кисленко Сергій Віталійович
Сергій Віталійович Кисленко (нар. 30 червня 1998, Таранівка, Харківська область, Україна) — український футболіст, нападник «Інгульця». Найкращий бомбардир Кубку України 2017/18.

## Життєпис

### Кар'єра футболіста

#### Ранні роки
Починав займатися спортом у футбольній секції в селі Таранівка Зміївського району Харківської області, перший тренер — Микола Пільгуй. На юнацькому рівні грав за харківські ДЮСШ-9 та «УФК-Олімпік». У 2016 році захищав кольори аматорського колективу «Геліос-Академія», фарм-клубу харківського «Геліоса», за який відзначився 6-ма голами в 7-ми матчах першої ліги чемпіонату Харківської області.

#### «Львів»
Улітку 2017 року перейшов до друголігового ФК «Львів». Дебютував у складі «городян» 15 липня 2017 року в переможному (4:3) домашньому поєдинку 1-го туру Другої ліги проти чернівецької «Буковини». Сергій вийшов на поле в стартовому складі та відіграв увесь матч, а також відзначився хет-триком (забивав м'ячі на 31, 80 та 82-й хвилинах). На початку грудня 2017 року з'явилася інформація, за якою скаути тираспольського «Шерифа» стежать за Кисленком, але все обмежилося лише чутками. На початку лютого 2018 року Сергій відправився на перегляд до полтавської «Ворскли», але до підписання контракту справа так і не дійшла. За словами самого футболіста він мав пропозиції й від інших клубів, але конкретні назви команд не вказав. Загалом у сезоні 2017/18 забив 9 м'ячів у 27 матчах чемпіонату. У Кубку України провів за львівський клуб 5 ігор, у яких відзначився п'ятьма голами, і став найкращим бомбардиром турніру.
Сезон 2018/19 «Львів» розпочав у Прем'єр-лізі. Сергій став виступати в основному за молодіжну команду «городян» у чемпіонаті України U-21. 26 серпня 2018 року провів єдиний матч в УПЛ за львів'ян, вийшовши на 78-ій хвилині у виїздному матчі проти ФК «Маріуполь».

#### «Калуш»
У січні 2019 року був на перегляді у «Металісті 1925», проте вже 6 лютого того ж року підписав контракт з друголіговим клубом «Калуш».

#### «Нива» Тернопіль
На початку серпня 2019 року підписав контракт з тернопільською «Нивою». У складі тернополян дебютував 19 серпня 2019 року у переможному (1:0) домашньому поєдинку 1-го туру Другої ліги проти житомирського «Полісся». Сергій вийшов на поле на 77 хвилині, замінивши Максима Проціва, а також відзначився переможним голом, забивши у ворота житомирців на 94-й хвилині. У сезоні 2021/22 став кращим бомбардиром «Ниви» і третім у чемпіонаті Першої ліги, забивши 8 м'ячів (усі з гри). Всього провів за тернополян 66 матчів (з них 62 — в чемпіонаті та 4 — в Кубку України) та з показником в 24 голи став найкращим бомбардиром «Ниви» в новітній історії клубу. На початку грудня 2021 року продовжив угоду з тернопільським клубом до 30 червня 2023 року.
9 грудня 2021 року відправився на перегляд до ФК «Львів», також повідомлялося про інтерес до нього з боку інших клубів Прем'єр-ліги.

#### «Полісся» Житомир
10 січня 2022 року Кисленко підписав трирічний контракт з житомирським «Поліссям». За повідомленнями журналістів, «Полісся» заплатило тернопільській «Ниві» за трансфер нападника 100 тисяч доларів. За команду дебютував 17 вересня 2022 року у нічийному (0:0) виїзному поєдинку 4-го туру Першої ліги проти свого попереднього клубу, тернопільської «Ниви», замінивши на 87-й хвилині Богдана Кушніренка.

#### «Звягель»
13 жовтня 2023 року Кисленко перейшов у друголіговий ФК «Звягель» з однойменного міста. У складі звягельців дебютував 21 жовтня 2023 року у програному (3:1) виїзному поєдинку 14-го туру Другої ліги проти стрийської «Скали». Сергій вийшов на поле на 92 хвилині, замінивши Дениса Ндукве.

### Особисте життя
У дитинстві мріяв грати спочатку в «Металісті», а згодом — у мадридському «Реалі», кумирами Сергія були Роналду та Андрій Шевченко.
Полюбляє відпочивати вдома, дихати свіжим повітрям та рибалити.
Вболіває за «Металіст 1925».

## Досягнення
Командні:
- Переможець Першої ліги чемпіонату України 2022/23 у складі «Полісся»
- 1 місце в групі А Другої ліги чемпіонату України 2019/20 у складі тернопільської «Ниви»[18]
- 3 місце в Другій лізі чемпіонату України 2023/24 у складі «Звягеля»

Індивідуальні:
- Найкращий бомбардир Кубку України 2017/18